# Samurai Western
Samurai Western là một game thuộc thể loại hành động phiêu lưu lấy bối cảnh Miền Viễn Tây nước Mỹ do hãng Acquire phát triển và phát hành cho hệ máy PlayStation 2 vào năm 2005. Game xoay quanh cuộc phiêu lưu của nhân vật chính là Gojiro Kiryuu, một samurai lặn lội đến Mỹ để tìm người anh trai Rando đang làm việc cho ông trùm Goldberg. Chuyến đi dẫn Gojiro đến một thị trấn nhỏ nằm ở phía Tây rồi bắt đầu có những cuộc chạm trán nảy lửa với những kẻ địch ở bên kia đại dương.

## Cốt truyện
Game lấy bối cảnh nước Mỹ vào thế kỷ 19, tại khu vực được gọi là Miền Viễn Tây. Một samurai trẻ tên là Gojiro Kiryu đã rời khỏi nước Nhật để sang Mỹ tìm và giết người anh là Rando. Khi vừa mới đặt chân đến đây, anh chợt nhận thấy cả vùng này đang nằm dưới sự cai trị độc tài của một trùm địa phương gọi là Goldberg, có những tên côn đồ được thuê mướn đã rời bỏ các khu định cư kế bên những thị trấn ma. Dù lúc đầu không để tâm cho lắm, thế mà Gojiro vẫn dính vào một cuộc xung đột với phe phái của Goldberg khi anh không thể thờ ơ với nỗi bất bình những người dân thấp cổ bé miệng bị tên trùm này ức hiếp, mà quyết định ra tay trừ gian diệt bạo cho đúng với bổn phận võ sĩ đạo. Rồi sau Gojiro tình cờ phát hiện ra mối dây liên hệ giữa Goldberg và người anh trai mất tích của mình, để rồi giờ đây cả hai anh em lại phải đối mặt với một trận huyết chiến cuối cùng.

## Lối chơi
Samurai Western không kèm theo các yếu tố phiêu lưu như dòng game Way of the Samurai, mà thay vào đó chỉ tập trung hoàn toàn vào mảng hành động. Trò chơi được chia thành từng màn với mỗi một mục tiêu là đánh bại hàng chục kẻ thù cứ đổ ra ào ạt. Game có chế độ chơi đơn và chơi hai người với nhiều cấp độ khó khác nhau, từ Normal đến Insane.
Trong phần chơi đơn, người chơi sẽ vào vai một samurai trẻ tên Gojiro với hàng chục thanh kiếm khác nhau tha hồ triển khai kiếm pháp diệt địch cứu nhân độ thế. Nhân vật chính có các động tác di chuyển rất nhanh để tránh đạn hoặc dùng kiếm đánh bật các viên đạn chì nguy hiểm, kể cả khả năng phản đòn rất cao. Vấn đề nằm ở chỗ các động tác đó không có sự chuyển biến mới mẻ nào hoặc các đoạn game phải đi qua đi lại một khu vực nhiều lần nhưng cách chơi không có sự đổi mới làm người chơi dễ cảm thấy chán nản vì độ dài mang tính giả tạo của game. Các thanh kiếm cũng vậy, cho dù có khá nhiều loại và cách sử dụng khác nhau, chỉ xoay quanh cột mốc "chạy và chém". Ngoại trừ các màn chơi kém hấp dẫn chỉ toàn đánh nhau, game cố làm tăng tính thú vị bằng các tòa nhà cho người chơi tìm kiếm các vật dụng ẩn và cách sử dụng thời gian, nhưng cũng không có gì đặc biệt lắm vì chúng chỉ là những món đồ hạng xoàng mà thôi, hoàn toàn không xứng đáng với công sức của người chơi bỏ ra. Cách chơi khá đơn giản không làm hài lòng những tay chơi chuyên nghiệp nhưng rất phù hợp cho những người mới tập chơi.
Trong phần chơi hai người, người chơi thứ hai điều khiển nhân vật cao bồi tên là Ralph. Ralph không thể làm chệch hướng đạn (dù anh ta cũng có thể né tránh và lăn mình) hoặc cận chiến y như Gojiro, nhưng lại được trang bị một khẩu súng bắn tầm xa. Nhân vật này còn có khả năng tung ra những cú đấm hạ gục kẻ thù ngay lập tức mà ít bị xây sát. Ngoài ra Ralph còn có thêm hai khẩu súng ẩn chỉ có thể được mở khóa một khi người chơi về nước, giúp tăng tính hữu dụng của anh chàng cao bồi như một người chơi dự phòng.

## Nhân vật
- Gojiro Kiryu: Nhân vật chính, một samurai lặn lội đến Mỹ để tìm người anh trai Rando mất tích đã lâu. Nghiêm nghị và ít nói, luôn luôn ứng xử theo đúng bổn phận võ sĩ đạo, đặc biệt tinh thông kiếm thuật.
- Ralph: Một tay súng bí ẩn đã nhanh chóng kết bạn với Gojiro, thường cung cấp tin tức và giúp đỡ tận tình anh chàng samurai trong cuộc chiến chống lại Goldberg và bè đảng của hắn. Thế nhưng thực ra anh ta chính là một sĩ quan quân đội Mỹ được giao nhiệm vụ thu thập thông tin cần thiết để đưa Goldberg ra trước vành móng ngựa.
- Rando Kiryu: Anh trai của Gojiro. Là một samurai đáng kính, bị đánh bại trong một lần giáp chiến với kẻ địch dùng súng, khiến anh mất niềm tin vào phương thức chiến đấu truyền thống mà mình quen thuộc. Rốt cuộc, anh đã dứt bỏ quê hương và linh hồn võ sĩ đạo, tự mình đến Mỹ để thành thạo súng thuật.
- Claudia: Một người phụ nữ quyến rũ đang làm chủ một quán rượu địa phương. Tình hình hiện tại của thị trấn khiến cô luôn gắt gỏng, khó mà thân thiện với những khách lạ ghé quán. Claudia là bạn thân của Rando, từ sau khi gặp Gojiro lại không hiểu rõ những xung đột giữa họ. Cô cố gắng thuyết phục họ hàn gắn mối quan hệ giữa đôi bên mà không sử dụng bạo lực nhưng không thành công.
- Anne: Một thiếu nữ sống tại thị trấn ma địa phương. Khi tất cả những người lớn trong thị trấn đã bị phe đảng Goldberg bắt giữ và phải làm nô lệ cho hắn, riêng cô ở lại phụ trách việc chăm sóc trẻ em của thị trấn. Gojiro nhiều lần phải nhờ đến sự trợ giúp tận tình của cô nàng.
- Donald: Cảnh sát trưởng của thị trấn. Thừa cân và hơi tối dạ, ông có một tấm lòng nhân hậu và có ý định thực thi công lý cho thị trấn của mình. Sau sự hiểu lầm ban đầu với Gojiro, ông trở thành một người bạn và đồng minh tin cậy. Vô cùng ngưỡng mộ tư cách võ sĩ đạo đáng kính, ông mong muốn được như Gojiro. Nhân vật này được cho là giống với Donald từng xuất hiện trong bản game gốc Way of the Samurai, Don Donatelouse (Dona Dona).
- Goldberg: Một nhà tài phiệt tàn nhẫn cai quản khu vực bằng bàn tay sắt. Bị thôi thúc bởi mong muốn kiến tạo cho bằng được utopia của riêng mình tại miền Tây nước Mỹ, hắn đã không tiếc tiền của thuê mướn nhiều tên du côn và những kẻ ngoài vòng pháp luật làm tay sai hòng làm bá chủ vùng này.